# پنونومه
پنونومه (به اسپانیایی: Penonomé) یک منطقهٔ مسکونی در پاناما است که در استان کوکله واقع شده‌است. پنونومه ۲۱٬۷۴۸ نفر جمعیت دارد و ۷۰ متر بالاتر از سطح دریا واقع شده‌است.